# Златибор (ваздушна бања)
Познати планински-туристички центар – планина Златибор (некада називан Рујан), простире се у дужини од 30 и ширини од 15 км, на 300 km², у југозападној Србији, између река Ђетиње, Увца, Рзава и Сушице.
Ово летовалиште, зимовалиште и природно лечилиште од Ужица је удаљено 27 км, од Београда 230 км, а од црногорског приморја 280 км. 
Пространа заталасана Златиборска висораван је на просечној висини од 1000 м и оивичена висовима обраслим разноврсном вегетацијом – нарочито златним боровима, смрекама и јелама – и врховима Торник (1497 м), Муртеница (1480 м), Чигота (1422 м), Виогор (1281 м)…
а њене непрегледне мирисне и бујне ливаде и поља нарциса, испресецали су многи потоци и речице.

## Клима
Пријатна мешовита медитеранско-континентална клима омогућује изузетно чист ваздух без влажности, с карактеристичном концентрацијом лаких јона у ваздуху, одсуство алергената и зрачења радионуклида, благо поднебље – 2003 сунчана сата годишње, с минималним температурним колебањима – учинили су га необичном ваздушном бањом, јединственом ризницом здравља и најпосећенијом планином у Србији. Златибор је од давнина познато климатско место, летовалиште и зимски туристички центар. Живећи на два или три места Златиборци су уочили да им пожешка клима „баш не прија“ док је боравак на Златибору био благотворан. Тако су децу која би зими код кућа побољевала лети обавезно изводили у Златибор. Иако је живот у колибама био оскуднији у сваком погледу (најчешће се јео качамак, јер није било шпорета да би се пекао хлеб, бели мрс, зеље са покојим парчетом суве сланине) деца су се пред јесен враћала кућама румена и здрава а стока добро подгојена и спремна за пробирљиве европске пијаце.

## Историја развоја
Хроничари су забележили да је још 1750. изград-њом првог „летаиковца” (колиба) на Водицама започео развој Златибора. Међутим, као званични почетак туристичког развоја овог српског планинског драгуља, узима се 19. август 1893, кад је Златибор посетио краљ Александар Обреновић, где му је, код извора Калушевац, приређен свечани ручак.
Тада је краљ Александар подржао жељу домаћина да се тај крај развије у познато летовалиште и на месту где му је приређен ручак подигао чесму.
Отада је некадашњи Калушевац добио назив Краљеве воде. (Од краја Другог светског рата до пред крај XX века, Краљеве воде су називане – Партизанске воде.)
Ипак, развој Златибора о значава почетак изградње модерног хотела (данашња вила Србија), виле Чигота и пекаре 1908; објекти примају прве госте 1912. Изградњом макадамског пута Краљеве Воде–Ужице, 1927, успоставља се на овој релацији аутобуски саобраћај.
Простор између Краљевих вода и Палисада пошумљен је око 1930. У том периоду донет је и пропис о уређењу Краљевих вода као ваздушне бање, што је допринело добијању струје, воде, изградњи канализације и подизању објеката у селу Рибници.
Златибор се између 1930. и 1940. афирмише и као спортски центар – 1934. овде је боравило три стотине смучара. Већ тада по Златибору је расуто стотину приватних вила и хотела. Развој планине као туристичког центра настављен је и после Другог светског рата изградњом вештачког језера, асфалтирањем пута до Ужица… Посебан значај томе дала је изградња хотела „Палисад”; темељи су постављени 1961, а прве госте примио је 1970.

## Ваздушна бања
Клима на Златибору погодна је за лечење:
1. астматичних болесника
2. обољења тироидне жлезде
3. поремећаји код метаболизма, посебно гојазности
4. кардиоваскуларних поремећаја
5. малокрвности
6. поремећаја дигестивног тракта
7. исцрпљености и нервне пренапрегнутости
8. повреда локомоторног апарата
Тако је Златибор – истинска оаза мира, склада и лепоте – захваљујући природи и њеним поштоваоцима израстао у чувени центар планинског, рекреативног, ловног, риболовног и, последњих деценија- здрав-ственог туризма.
Јер, после опсежних проучавања климатских и повољних биомедицинских фактора на Краљевим водама је, осамдесетих година, подигнут Завод за превенцију, лечење и рехабилитацију обољења тироидне жлезде (гушавост) „Златибор”.
Златиборско подручје погодује и малокрвнима, исцрпљеним, нервно пренапрегнутим, астматичарима и онима са блажим срчаним обољењима.
У оквиру овог Специјалног завода – располаже тимом специјалиста лекара и терапеуга, као и најсавременијом опремом за дијагностику, лечење и рехабилитацију – већ више година пацијентима и свим другим гостима на располагању је и веома популарни програм Чигота – намењен онима који желе да под контролом стручњака изгубе вишак килограма и стекну кондицију. Програм је заснован на правилној исхрани и програму физичке активности.